# ایان استیونسن
ایان استیونسن (به انگلیسی Ian Stevenson) در سال ۱۹۱۸ در کانادا متولد شد و در سال ۲۰۰۷ در شارلوتزویل، ویرجینیا کشور ایالات متحده آمریکا درگذشت. او مدت ۵۰ سال در دانشکده پزشکی دانشگاه ویرجینیا به عنوان استاد و روانپزشک و مؤسس تحقیقات علمی در زمینه بازگشت به زندگی‌های گذشته فعالیت کرد.
از سال ۱۹۶۷ تا هنگام درگذشتش ریاست بخش مطالعات شخصیتی و استاد بخش روانپزشکی دانشگاه ویرجینیا را برعهده داشت. شهرت او بیشتر برای تحقیقاتش دربارهٔ کودکانی است که به‌طور طبیعی و بدون کمک هیپنوتیزم زندگی گذشته‌شان را به خاطر می‌آوردند.
او نتایج تحقیقاتش را فقط برای جامعه علمی و دانشگاهی منتشر می‌کرد. نوشته‌های او شامل جزئیات تحقیقاتش به روش و زبان علمی و دانشگاهی می‌باشد که فهم آن برای خوانندگان معمولی دشوار است. تحقیقاتش که شامل ۳۰۰۰ مورد می‌باشد شامل گواهی‌هایی در تأیید زندگی‌های گذشته‌است.